# 탄지 (꽃)
탄지(Tanacetum vulgare, tansy)는 원산지가 북유럽인 고사리 잎을 닮은 허브이다. 탄지의 잎에선 모기향과 비슷한 독특한 향기가 풍긴다. 모기가 이 향기를 싫어해서 방충 효과가 있다. 이 향기를 파리도 싫어해 음식 근처에 두면 파리가 꼬이지 않는다. 번식은 씨앗과 포기나누기로 한다.

## 설명

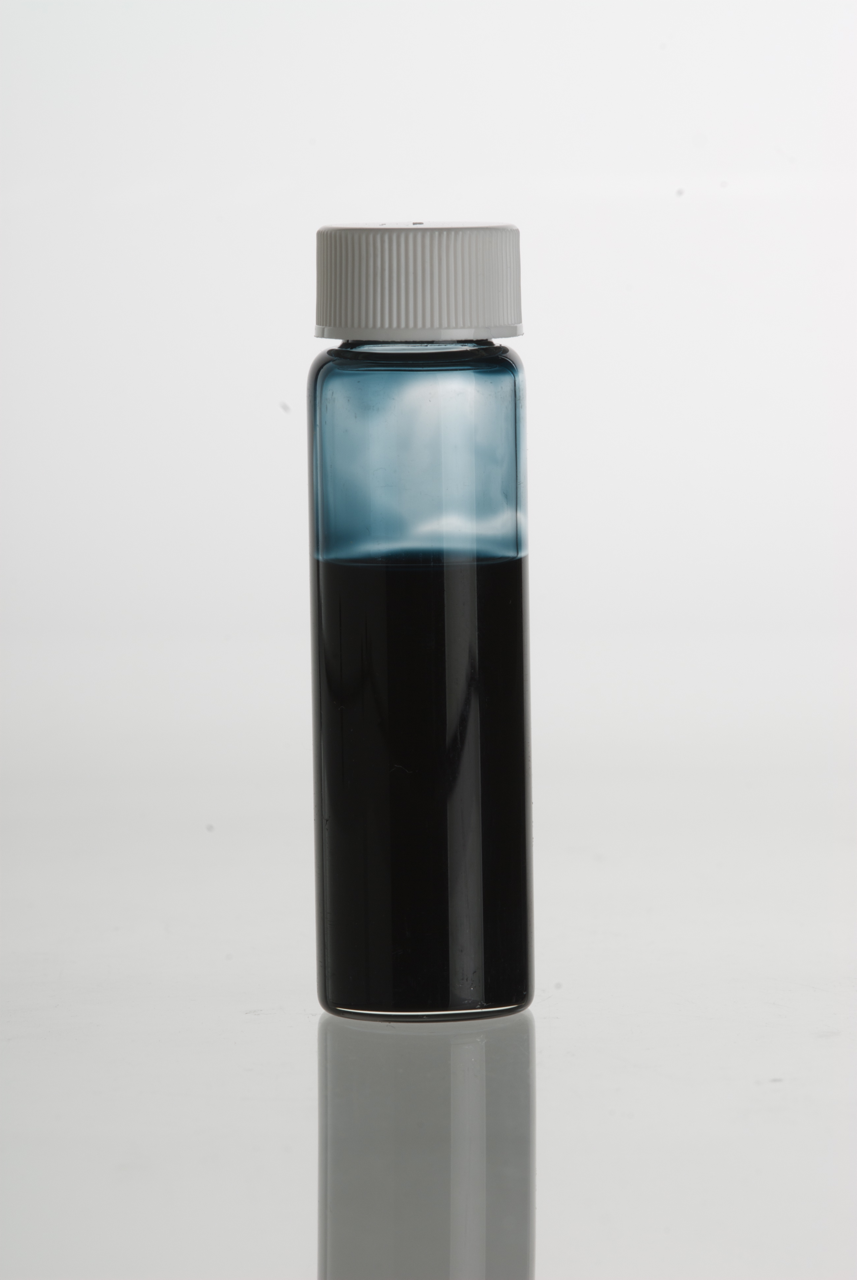

탄지는 겹잎이 곱게 갈라지고 노란색의 단추 모양의 꽃이 있는 꽃이 만발하는 초본식물이다. 튼튼하고 약간 붉은빛이 도는 직립 줄기가 있으며 일반적으로 매끄럽고 높이가 50–150 cm (20–59 in)이고 꼭대기 근처에서 가지가 갈라진다. 잎은 어긋나며 길이가 10–15 cm (3.9–5.9 in)이고 깃 모양 잎 모양으로 거의 중앙에서 약 7쌍의 마디로 나뉜다. 또는 톱니 모양의 가장자리가 있는 더 작은 엽으로 다시 나뉘며 잎이 다소 양치류 모양으로 보인다. 단추 모양의 노란색 꽃은 여름 중순에서 늦여름에 생성된다. 향은 로즈마리와 비슷하고 이 잎과 꽃을 다량으로 섭취하면 독성이 있을 수 있다. 휘발성 오일에는 경련과 간 및 뇌 손상을 일으킬 수 있는 투존(thujone)을 포함한 독성 화합물이 포함되어 있어 조심해야 한다. 일부 곤충, 특히 탄지 갑충(Chrysolina graminis, tansy beetle)은 독소에 대한 저항성이 있으며 거의 식물에서만 생존한다.

## 요리 용도

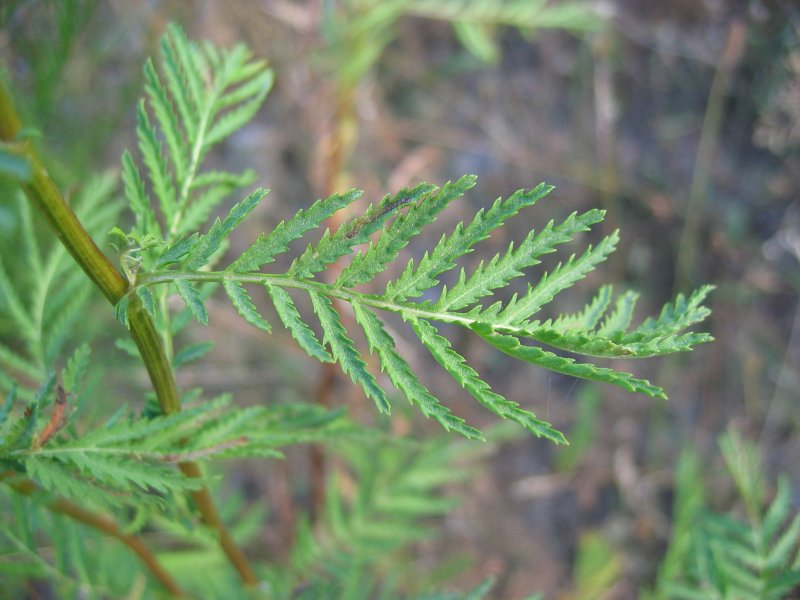
탄지 포일

탄지는 예전에 푸딩과 오믈렛의 향료로 사용되었지만 지금은 거의 알려지지 않았다. 코크를 제외하고 frisheen을 동반하는 소스에 사용된다. 약초 학자 존 제랄드는 탄지가 "맛이 좋은" 것으로 잘 알려져 있으며 탄지 스위트미트를 "통풍에 대한 특별한 것"으로 권장했으며, "금식에 합당한 양을 먹으라” 고 했다. 요크셔에서 탄지와 캐러웨이 씨앗은 전통적으로 장례식에서 제공되는 비스킷에 사용되었다. Restoration에서 "tansy"는 탄지 주스로 맛을 낸 달콤한 오믈렛이었다. BBC 다큐멘터리 "The Supersizers go ... Restoration"에서는 알레그라 맥에브디는 맛을 "과일향, 날카로움, 그리고 시원한 열이 폭발하는 것"이라고 묘사했다. 그러나 프로그램 발표자 수 퍼킨스는 탄지의 독성을 경험했다.
주류 역사가 AJ Baime에 따르면 19세기에 테네시 위스키 거물 잭 다니엘은 설탕과 으깬 탠시 잎으로 자신의 위스키를 즐겨 마셨다. 벨기에 해안 지방 서플랑드르에서는 소량의 으깬 말린 탄지 잎을 전통적으로 팬케이크와 오믈렛에 양념을 하는 요리용 허브로 사용했다. 탄지는 구어체로 "팬케이크 허브"로 알려져 있다. 세이지 대용으로도 사용할 수 있다.

## 민족의학 용도
탄지는 독성에도 불구하고 수년 동안 약초로 사용되었다. 19세기 아일랜드
민속에서는 관절 통증 치료제로 탄지와 소금 용액으로 목욕을 할 것을 제안한적이 있다. 탄지 꽃으로 만든 쓴 차는 수세기 동안 기생충 감염을 치료하기 위해 구충제로 사용되어 왔으며, 사순절 기간 동안 생선을 먹으면 장내 벌레를 유발한다고 믿었기 때문에 전통적으로 탄지 케이크를 사순 동안 먹기도 했다. 다양한 타나세툼종은 민족 의학적으로 편두통, 신경통 및 류머티즘을 치료하고 구충제로 사용된다. 전통적으로 탄지는 월경을 유발하거나 원치 않는 임신을 끝내는 효과 때문에 자주 사용되었으며 임산부는 이 약초를 사용하지 않는 것이 좋다. 2011년에 발표된 연구에 따르면 탄지의 디카페오일퀸산 및 액실라린이 단순포진 바이러스에 대해 활성인 항바이러스 화합물로 확인되었다.

### 아메리카 원주민 사이
체로키는 요통에 식물의 주입을 사용한다. 허벌 토닉, 유산 방지를 위해 허리 둘레와 신발에 착용하길 권한다. 샤이엔은 현기증과 약점을 위해 분쇄된 잎과 꽃의 주입을 사용한다.

## 기타 용도

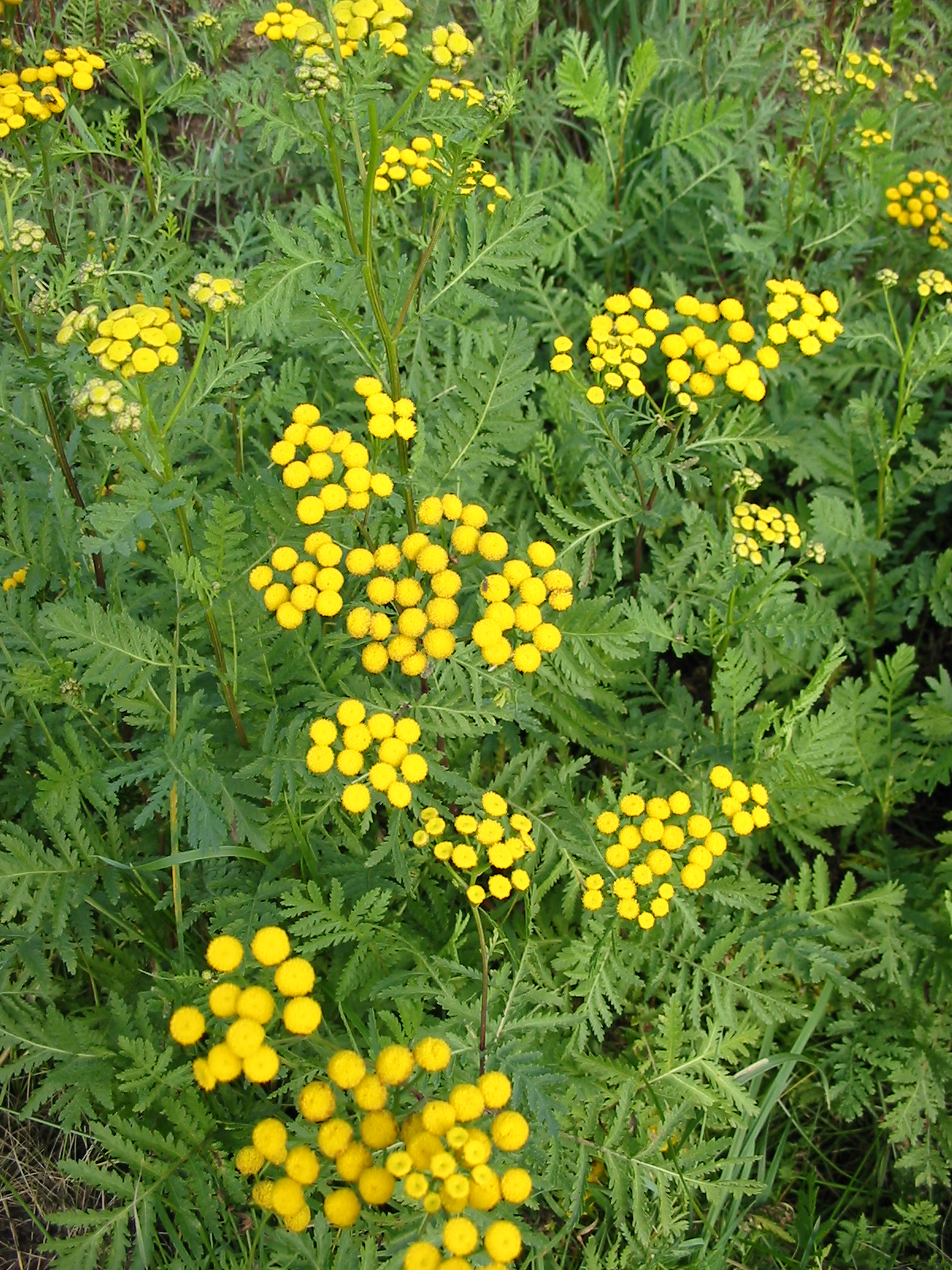

일부 전통적인 염색가들은 황금빛 노란색을 내기 위해 탄지를 사용한다.
노란색 꽃은 꽃꽂이에 사용하기 위해 건조된다. 탄지는 동료 식물, 특히 오이 및 호박과 같은 박과, 또는 장미 또는 다양한 딸기. 개미, 오이 딱정벌레, 일본 딱정벌레, 호박 벌레 및 일부 종류의 날아다니는 곤충을 퇴치하는 것으로 생각돤다. 말린 탄지는 일부 양봉가에 의해 양봉가의 연료로 사용된다.